# 육민관중학교
육민관중학교(育民館中學校)는 대한민국 강원특별자치도 원주시 흥업면 흥업리에 있는 사립 중학교이다.

## 학교 연혁
- 1946년 3월 15일 : 일곡 홍범희 선생 육민관 설립
- 1949년 6월 22일 : 육민관 중학교 설립(교장 홍범희, 이사장 이창수) 재단법인 육민관 설립 인가
- 1949년 7월 23일 : 중학교(4년제) 제1회 29명 졸업
- 1953년 6월 13일 : 흥업면 흥업리 "터둔벌" 신축 교사 부지로 선정
- 1964년 1월 31일 : 재단법인 육민관중을 학교법인 육민관으로 조직변경 인가
- 1971년 12월 30일 : 중학교 구관 건물 준공
- 1986년 10월 10일 : 신축 교사 준공 (12개 교실) 이전
- 2003년 12월 26일 : 다목적실 및 도서관 증축
- 2010년 5월 1일 : 선진형 교과교실제 선정
- 2011년 9월 27일 : 교과교실제 교과실 10실 증축 및 13실 리모델링
- 2015년 4월 24일 : 제15대 이사장 오명철 선생 취임
- 2017년 12월 19일 : 청람관(급식실 및 다목적 강당) 준공
- 2024년 9월 1일 : 제15대 김택구 교장 취임
- 2025년 1월 10일 : 제78회 83명 졸업(총 졸업생 수 7,523명)
- 2025년 3월 4일 : 86명 입학(재적 258명)

## 참고 자료
- 육민관중학교 - 한국교육학술정보원 학교알리미